# Peter Bischoff
Peter Bischoff (24 de março de 1904 — 1 de julho de 1976) é um velejador alemão, campeão olímpico.

## Carreira
Bischoff consagrou-se campeão olímpico ao vencer a série de regatas da classe Star nos Jogos Olímpicos de Verão de 1936 em Berlim ao lado de Hans-Joachim Weise a bordo do Wannsee. Em 1937, casou-se com a cantora de ópera Carla Spletter, que fazia parte do conjunto da Ópera Estatal de Berlim. Após a Segunda Guerra Mundial, Bischoff mudou-se para Hamburgo e estabeleceu um consultório médico lá. Ele é o fundador da Associação de Urologistas do Norte da Alemanha. Seu irmão Fritz Bischoff ganhou o bronze na classe 8 Metre em 1936.